# イサーク・マッサとベアトリクス・ファン・デル・ラーンの結婚肖像画
『イサーク・マッサとベアトリクス・ファン・デル・ラーンの結婚肖像画』（イサーク・マッサとベアトリクス・ファンのけっこんしょうぞうが、蘭: Portret van een stel, waarschijnlijk Isaac Abrahamsz Massa en Beatrix van der Laen、英: Wedding portrait of Isaac Abrahamsz Massa and Beatrix van der Laan）は、17世紀オランダ黄金時代の巨匠フランス・ハルスが1622年頃、キャンバス上に油彩で描いた絵画である。モデルの夫妻は、貿易商人で探検家のイサーク・マッサとベアトリクス・ファン・デル・ラーンと考えられている。作品はアムステルダム国立美術館に所蔵され、「栄誉の間」(Gallery of Honour) に展示されている。

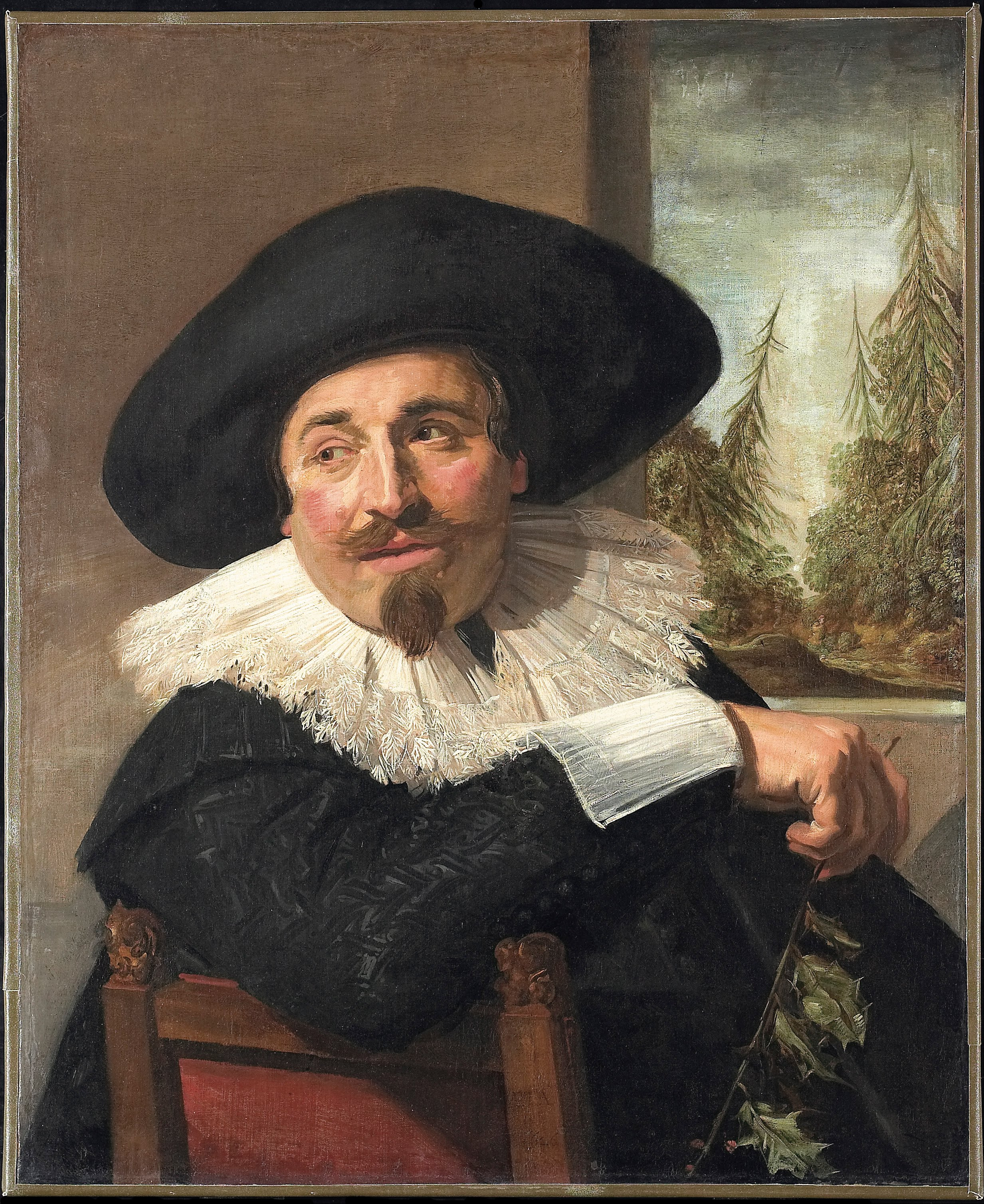
フランス・ハルス『イサーク・マッサの肖像』、1626年、アートギャラリー・オブ・オンタリオ、トロント

## 過去の記述
オランダの美術史家ホフステーデ・デ・フロートの1910年のカタログには、以下のように記述されている。 
427番。夫妻。B. 15、M. 90。庭園の中、左前面に紳士が微笑んで、鑑賞者の方を方を見ている。彼の右手は胸の上に置かれている。口髭と、先の尖った少ない顎髭を生やしている。彼は、幅広の縁のある黒いフェルトの帽子を被り、レースのカラーと良質のリネンの袖口のある黒い絹の衣装を着ている。彼の隣には、女性が座っており、身体を少し前に屈めて、頭部は4分の3左の方に向けている。彼女は、ずる賢そうに鑑賞の方を向いて微笑んでいる。その右手は、男性の左肩の上に置かれている。左手は膝の上に置かれている。濃いピンク色のガウンの下に黒いドレスを着て、襞襟とレースの縁取りのあるリストバンドを着け、ピンクのリボンの付いた白い編み帽子を被っている。夫妻の背後には木々がある。右側には、楽しんでいる夫妻たち、建物、泉、そして彫像がある。誤って、フランス・ハルスと彼の妻を描いたものだと思われていた。キャンバス、58 x 67 1/2インチ。来歴。1702年4月6日、アムステルダムで、ヤン・シックスが購入。1851年11月25日、アムステルダムで、H. シックス・ファン・ヒレホムが購入。1907年のアムステルダム国立美術館のカタログ番号1084。

## 作品

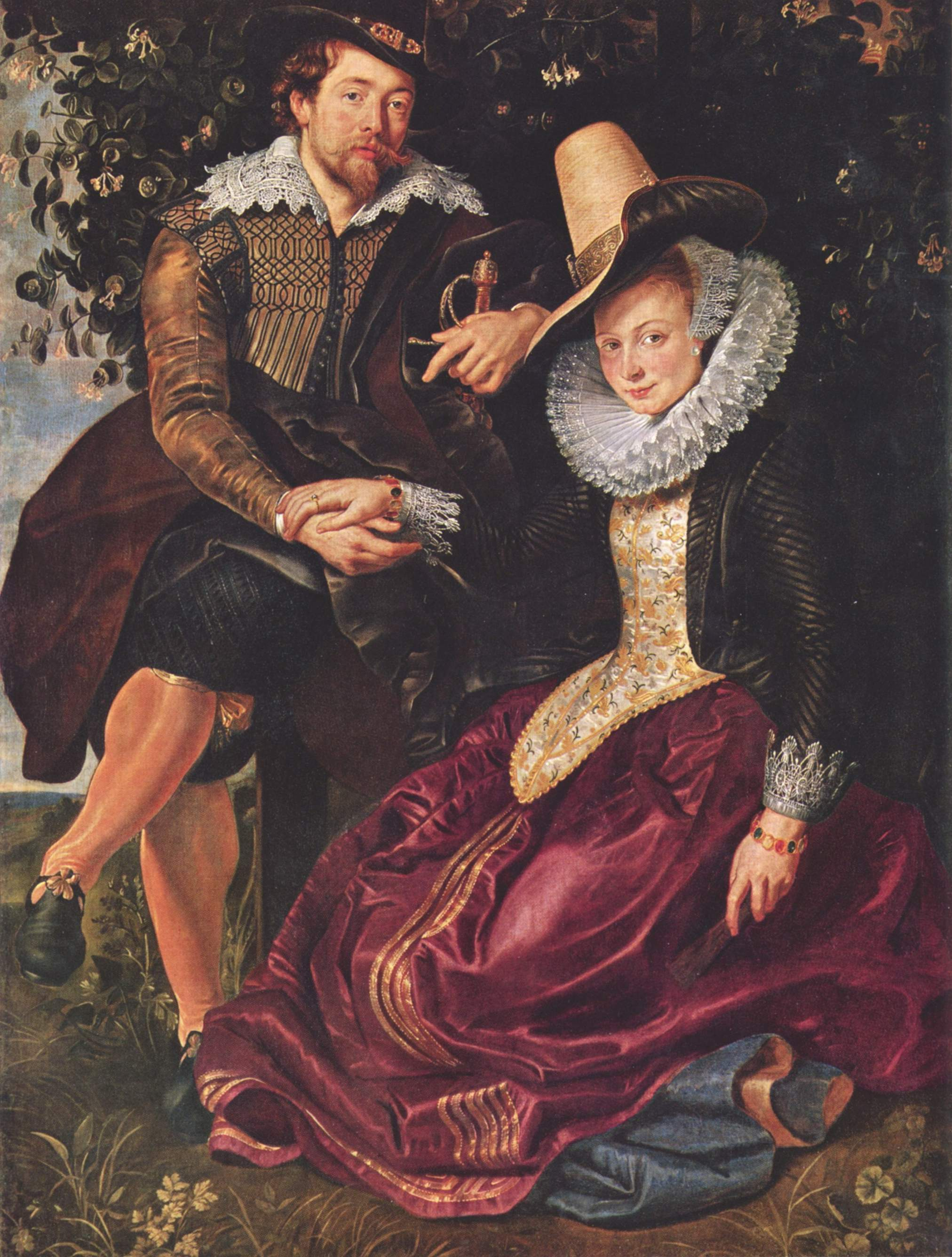
ピーテル・パウル・ルーベンス『ルーベンスとイザベラ・ブラント』、1609年、アルテ・ピナコテーク、ミュンヘン

さまざまな要素から判断して、この作品が祝婚画であることは明らかである。女性が見せている結婚指輪 (結婚指輪を薬指ではなく、人差し指にはめるのが流行だった)、オランダでは伝統的に男性の「忠誠」を示す地面のエリンギウム、樹に巻き付いたブドウの蔓と同じく「愛」の強い象徴である蔦、またヴィーナスの住処である庭園にしばしば描かれる男女の2人連れが祝婚画であることを示している。
本作は、バロック期のフランドル絵画の巨匠ルーベンスが自身と最初の妻を描いた有名な『ルーベンスとイザベラ・ブラント』(アルテ・ピナコテーク、ミュンヘン) を思わせるものがあり、ハルスは1616年にアントワープを訪れた際にこのルーベンスの作品を見た可能性がある。ホフステーデ・デ・フロートの上述の記述のように、本作は、かつてハルスと彼の2番目の妻を描いた作品だとする意見が広く受け入れられたこともあったが、現在、その見方はされていない。この作品の規模と豪華さは、若い夫妻が資産家であることを示しており、夫妻は富豪の貿易商人イサーク・マッサとベアトリクス・ファン・デル・ラーンであると考えられている。なお、ハルスは、1626年に『イサーク・マッサの肖像』(アートギャラリー・オブ・オンタリオ、トロント) を描いている。
作品は、木に背をもたせ掛けて座っている幸福な夫妻を表している。背後には庭園の風景が見えている。2人は、鑑賞者に向かって微笑んでおり、恋愛中というより、寛いでいるように見える。このようにいっしょにカップルを描くことは、当時としては非常に異例であった。マッサ夫妻とハルスの友情、そして、夫妻の1662年4月の結婚の折に作品が注文されたことに触発されたのであろう。